# غوردون هيلمان
غوردون هيلمان (بالإنجليزية: Gordon Hillman)‏ هو عالم إنسان بريطاني، ولد في 29 يوليو 1943 في Hailsham ‏ في المملكة المتحدة، وتوفي في 1 يوليو 2018 بسبب مرض باركنسون.